# Wißkirchen
Wißkirchen ist ein Stadtteil im Westen von Euskirchen im gleichnamigen Kreis, Nordrhein-Westfalen. Durch den Ort, dessen Name sich von weißer Kirche ableitet, fließt der Veybach.

## Geschichte

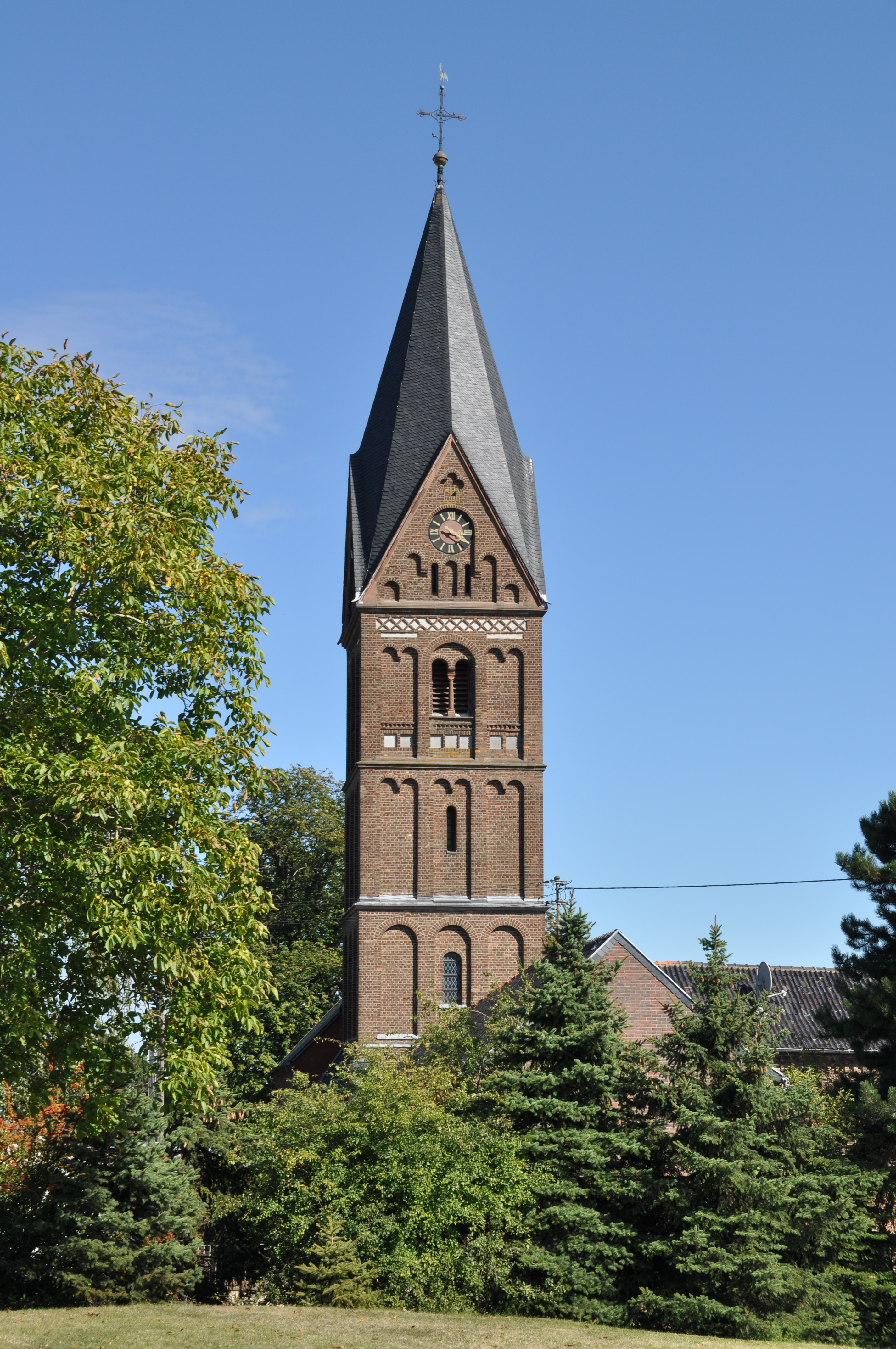
Euskirchen-Wißkirchen, St. Medardus

### Ortsgeschichte
1079 bis 1089 gelangte die Abtei Michaelsberg bei Siegburg durch den Kölner Erzbischof Sigewin von Are u. a. in den Besitz der Güter in Wißkirchen und Euenheim.
Im Jahr 1181 wird die Abtei Siegburg im Besitz der Kirche in Wisskirchen bestätigt und als Wizenkirchen = Weiße Kirche bezeichnet und im Jahr 1255 durch Erzbischof Konrad von Hochstaden inkorporiert. Die Kirche St. Medardus unterstand der Benediktiner-Abtei Siegburg. Die Designatio pastoratum vom Jahr 1676 nennt im Gegensatz zu dem jetzigen Patron den hl. Martin.
Im Übrigen war das Dorf, was den weltlichen Teil betraf, zweigeteilt. Während die südliche Hälfte den Teil der Herrschaft Euenheim bildete, war das Dorf nördlich des Veybaches Bestandteil des Jülicher Amtes Nideggen. Strittig war das Eigentum an der „Insel“ zwischen dem Veybach und dem Mühlenteich.
Im 16. Jh. wurde die Pfarrstelle von den Herzögen zu Jülich besetzt. Die Herrschaft Euenheim-Wißkirchen wurde durch Tausch an den Freiherrn Johann Wilhelm von Lüning veräußert. Sie gelangte ab 1756 an die Pfeil von Scharfenstein und 1778 an den Freiherren von Zumpütz. Ab dem Jahr 1752 bleibt das Patronat der Kirche strittig.
Beim Übergang der Rheinlande an Preußen 1815 wurde Wißkirchen der Bürgermeisterei Satzvey zugeschlagen. Diese Einteilung blieb bis zur Eingemeindung der Gemeinde nach Euskirchen am 1. Juli 1969 bestehen.
Durch die Neuordnung des Kreises wurde auch die Burg Veynau, eine der imposantesten Wasserburgen des Rheinlandes dem Ort Wißkirchen zugeschlagen.
Am 31. Dezember 2017 hatte Wißkirchen 859 Einwohner.

### Entwicklung des Ortsnamens Wißkirchen
Nachweislich „Villa que dictu wisseno“ (1056–1065)
Wißkirchen hieß 1166 Wi(y)zinkirchen und wird in der Urkunde vom Jahr 1181 von Papst Lucius II. als Kirche in Wizenkirken der Abtei Siegburg bestätigt. Im Liber valoris vor 1300 heißt der Ort Witzenkirgen. In der Urkunde von 1279, in der die Abtei ihren Besitz in Ollheim, Gartzen sowie Euenheim und Wißkirchen verkauft, der Ort heißt nun Wissenkirchen. In späterer Zeit lautet der Ort gelegentlich auch in der hochdeutschen Form Weißkirchen. Noch heute heißt in der Gemeinde Elsig-Euenheim eine Flur „an der Weisskircher Heide“. Wisskirchen enthält als Bestimmungswort (althochdeutsch) „wiz“ in (niederdeutsch) „wit“ = weiß und bedeutet daher in der Dativform „zur weißen Kirche“.
Dann abwechselnd die Ortsnamen:
- Wyzenkyrchen
- Wizinkirchen
- Wizenschircken
- Wizzenchircken
- Weiskirchen
- Wiskirchen
- Wisskirchen
- Wißkirchen

## Infrastruktur
Wißkirchen liegt unmittelbar an der A 1 mit der Anschlussstelle gleichen Namens und der B 266. Zwischen dem Ort und der Autobahn ist in den vergangenen Jahren ein Gewerbegebiet entstanden, das im Flächennutzungsplan der Stadt Euskirchen beidseitig der B 266 bis zur Autobahn reicht.
Die VRS-Buslinien 808 und 810 der RVK und 878 der SVE verbinden den Ort mit Euskirchen, Mechernich und Kall. Zusätzlich verkehren einzelne Fahrten der auf den Schülerverkehr ausgerichteten Linien 733 und 738.
| Linie | Betreiber | Verlauf |
| ----- | --------- | --- |
| 733   | SVE       | Schülerverkehr Euskirchen: Wißkirchen – Euenheim / (Oberwichterich → Frauenberg →) Elsig (← Frauenberg ← Oberwichterich) – Euskirchen                                                                                     |
| 738   | SVE       | Schülerverkehr Euskirchen: Billig – Euenheim – Elsig – Wißkirchen |
| 808   | RVK       | Euskirchen Bf – Euenheim – Wißkirchen – Obergartzem – Firmenich – Schaven – Kommern – (Kommern-Süd –) Mechernich Stiftsweg – Mechernich Bf (– Roggendorf – Denrath – Kalenberg – Wallenthal – Wallenthalerhöhe – Kall Bf) |
| 810   | RVK       | Euskirchen Bf – Euenheim – Wißkirchen – Enzen – (Linzenich – Lövenich – Sinzenich –) Schwerfen |
| 878   | SVE       | Euskirchen Bf – Euenheim – Wißkirchen (– Mechernich Stiftsweg – Mechernich Bf – Kall Bf) |